# Apriona neglectissima
Apriona neglectissima là một loài bọ cánh cứng trong họ Cerambycidae.